# 恩里克·何塞·阿兰布拉·莫利亚尔
恩里克·何塞·阿兰布拉·莫利亚尔（西班牙語：Enrique José Alhambra Mollar，2004年6月9日—），男，西班牙游泳运动员。他曾代表西班牙参加2024年夏季残疾人奥林匹克运动会游泳比赛，获得一枚铜牌。